# Enrico XIX di Reuss-Greiz
Enrico XIX di Reuss-Greiz (Offenbach am Main, 1º marzo 1790 – Greiz, 31 ottobre 1836) fu Principe Sovrano di Reuss-Greiz dal 1817 sino alla sua morte.

## Biografia
Enrico XIX era figlio del principe Enrico XIII di Reuss-Greiz e di sua moglie, la principessa Luisa di Nassau-Weilburg (1765-1837).
Succeduto al padre alla morte di questi nel 1817, nel 1819 fece ristrutturare il castello inferiore di Greiz, dove già suo padre aveva trasferito la residenza di famiglia.

## Matrimonio e figli
Enrico XIX sposò il 7 gennaio 1822 a Praga la principessa Gasparina (1798-1871), figlia del principe Carlo di Rohan-Rochefort. Dal momento che la moglie era di fede cattolica, Enrico XIX stabilì che la rotonda nel parco del castello di Greiz venisse convertita in una cappella cattolica e che vi si officiasse regolarmente. La principessa Gasparina, dal canto suo, si adoperò per munificare sempre più la città di Greiz con doni ed opere pubbliche. 
Dal matrimonio nacquero due figlie femmine:
- Luisa Carolina (1822-1875), sposò nel 1842 il principe Edoardo di Sassonia-Altenburg ed alla morte di questi si risposò nel 1854 con il principe Enrico IV di Reuss-Schleiz
- Elisabetta Enrichetta (1824-1861), sposò nel 1844 il principe Carlo Egon III di Fürstenberg (1820-1892)

Dal momento che il principato adottava ancora la legge salica, alla morte di Enrico XIX il governo del Principato di Reuss-Greiz passò al fratello Enrico XX.

## Ascendenza
|                                         |                                      |                                                      | Genitori                                      |  |  | Nonni |  |  | Bisnonni                           |  |  | Trisnonni                           |  |
|                                         |                                      |                                                      |                                               |  |  |       |  |  | 8. Heinrich II von Reuss-Obergreiz |  |  | 16. Heinrich VI von Reuss-Obergreiz |  |
|                                         |                                      |                                                      |                                               |  |  |       |  |  | 8. Heinrich II von Reuss-Obergreiz |  |  | 16. Heinrich VI von Reuss-Obergreiz |  |
|                                         |                                      | 17. Henrietta Amalia von Friesen                     |                                               |  |  |       |  |  | 8. Heinrich II von Reuss-Obergreiz |  |  |                                     |  |
| 4. Heinrich XI von Reuss-Greiz          |                                      |                                                      |                                               |  |  |       |  |  | 8. Heinrich II von Reuss-Obergreiz |  |  |                                     |  |
|                                         |                                      | 9. Sophie Charlotte von Bothmer                      | 18. Hans Caspar von Bothmer                   |  |  |       |  |  |                                    |  |  |                                     |  |
|                                         |                                      | 9. Sophie Charlotte von Bothmer                      | 18. Hans Caspar von Bothmer                   |  |  |       |  |  |                                    |  |  |                                     |  |
|                                         |                                      | 9. Sophie Charlotte von Bothmer                      | 19. Gisela Erdmuta von Hoym                   |  |  |       |  |  |                                    |  |  |                                     |  |
| 2. Heinrich XIII von Reuss-Greiz        |                                      | 9. Sophie Charlotte von Bothmer                      |                                               |  |  |       |  |  |                                    |  |  |                                     |  |
|                                         |                                      | 10. Heinrich XXIV von Reuss-Köstritz                 | 20. Heinrich I von Reuss-Schleiz              |  |  |       |  |  |                                    |  |  |                                     |  |
|                                         |                                      | 10. Heinrich XXIV von Reuss-Köstritz                 | 20. Heinrich I von Reuss-Schleiz              |  |  |       |  |  |                                    |  |  |                                     |  |
|                                         |                                      | 10. Heinrich XXIV von Reuss-Köstritz                 | 21. Anna Elisabeth von Zinzendorf             |  |  |       |  |  |                                    |  |  |                                     |  |
| 5. Konradine von Reuss-Köstritz         |                                      | 10. Heinrich XXIV von Reuss-Köstritz                 |                                               |  |  |       |  |  |                                    |  |  |                                     |  |
|                                         |                                      | 11. Emma Eleonore von Promnitz-Dittersbach           | 22. Johann Christoph von Promnitz-Dittersbach |  |  |       |  |  |                                    |  |  |                                     |  |
|                                         |                                      | 11. Emma Eleonore von Promnitz-Dittersbach           | 22. Johann Christoph von Promnitz-Dittersbach |  |  |       |  |  |                                    |  |  |                                     |  |
|                                         |                                      | 11. Emma Eleonore von Promnitz-Dittersbach           | 23. Anna Elisabeth Saurma von der Jeltsch     |  |  |       |  |  |                                    |  |  |                                     |  |
| 1. Heinrich XIX von Reuss-Greiz         |                                      | 11. Emma Eleonore von Promnitz-Dittersbach           |                                               |  |  |       |  |  |                                    |  |  |                                     |  |
|                                         | 12. Karel August van Nassau-Weilburg | 24. Johan Ernst van Nassau-Weilburg                  |                                               |  |  |       |  |  |                                    |  |  |                                     |  |
|                                         | 12. Karel August van Nassau-Weilburg | 24. Johan Ernst van Nassau-Weilburg                  |                                               |  |  |       |  |  |                                    |  |  |                                     |  |
|                                         | 12. Karel August van Nassau-Weilburg | 25. Maria Polyxena von Leiningen-Dagsburg-Hardenburg |                                               |  |  |       |  |  |                                    |  |  |                                     |  |
| 6. Karel Christiaan van Nassau-Weilburg | 12. Karel August van Nassau-Weilburg |                                                      |                                               |  |  |       |  |  |                                    |  |  |                                     |  |
|                                         |                                      | 13. Auguste Friederike Wilhelmine van Nassau-Idstein | 26. Georg August Samuel von Nassau-Idstein    |  |  |       |  |  |                                    |  |  |                                     |  |
|                                         |                                      | 13. Auguste Friederike Wilhelmine van Nassau-Idstein | 26. Georg August Samuel von Nassau-Idstein    |  |  |       |  |  |                                    |  |  |                                     |  |
|                                         |                                      | 13. Auguste Friederike Wilhelmine van Nassau-Idstein | 27. Henriette Dorothea von Oettingen          |  |  |       |  |  |                                    |  |  |                                     |  |
| 3. Luise von Nassau-Weilburg            |                                      | 13. Auguste Friederike Wilhelmine van Nassau-Idstein |                                               |  |  |       |  |  |                                    |  |  |                                     |  |
|                                         |                                      | 14. Willem IV van Oranje-Nassau                      | 28. Johan Willem Friso van Nassau-Dietz       |  |  |       |  |  |                                    |  |  |                                     |  |
|                                         |                                      | 14. Willem IV van Oranje-Nassau                      | 28. Johan Willem Friso van Nassau-Dietz       |  |  |       |  |  |                                    |  |  |                                     |  |
|                                         |                                      | 14. Willem IV van Oranje-Nassau                      | 29. Marie Luise von Hessen-Kassel             |  |  |       |  |  |                                    |  |  |                                     |  |
| 7. Carolina van Oranje-Nassau           |                                      | 14. Willem IV van Oranje-Nassau                      |                                               |  |  |       |  |  |                                    |  |  |                                     |  |
|                                         |                                      | 15. Anne of Hannover                                 | 30. George II of Great Britain                |  |  |       |  |  |                                    |  |  |                                     |  |
|                                         |                                      | 15. Anne of Hannover                                 | 30. George II of Great Britain                |  |  |       |  |  |                                    |  |  |                                     |  |
|                                         |                                      | 15. Anne of Hannover                                 | 31. Caroline von Brandenburg-Ansbach          |  |  |       |  |  |                                    |  |  |                                     |  |
|                                         |                                      | 15. Anne of Hannover                                 |                                               |  |  |       |  |  |                                    |  |  |                                     |  |

## Fonti
- Friedrich Wilhelm Trebge, Spuren im Land, Hohenleuben, 2005.
- Thomas Gehrlein, Das Haus Reuß - Älterer und Jüngerer Linie, Börde Verlag 2006, ISBN 978-3-9810315-3-9